# Fundació Joan Miró

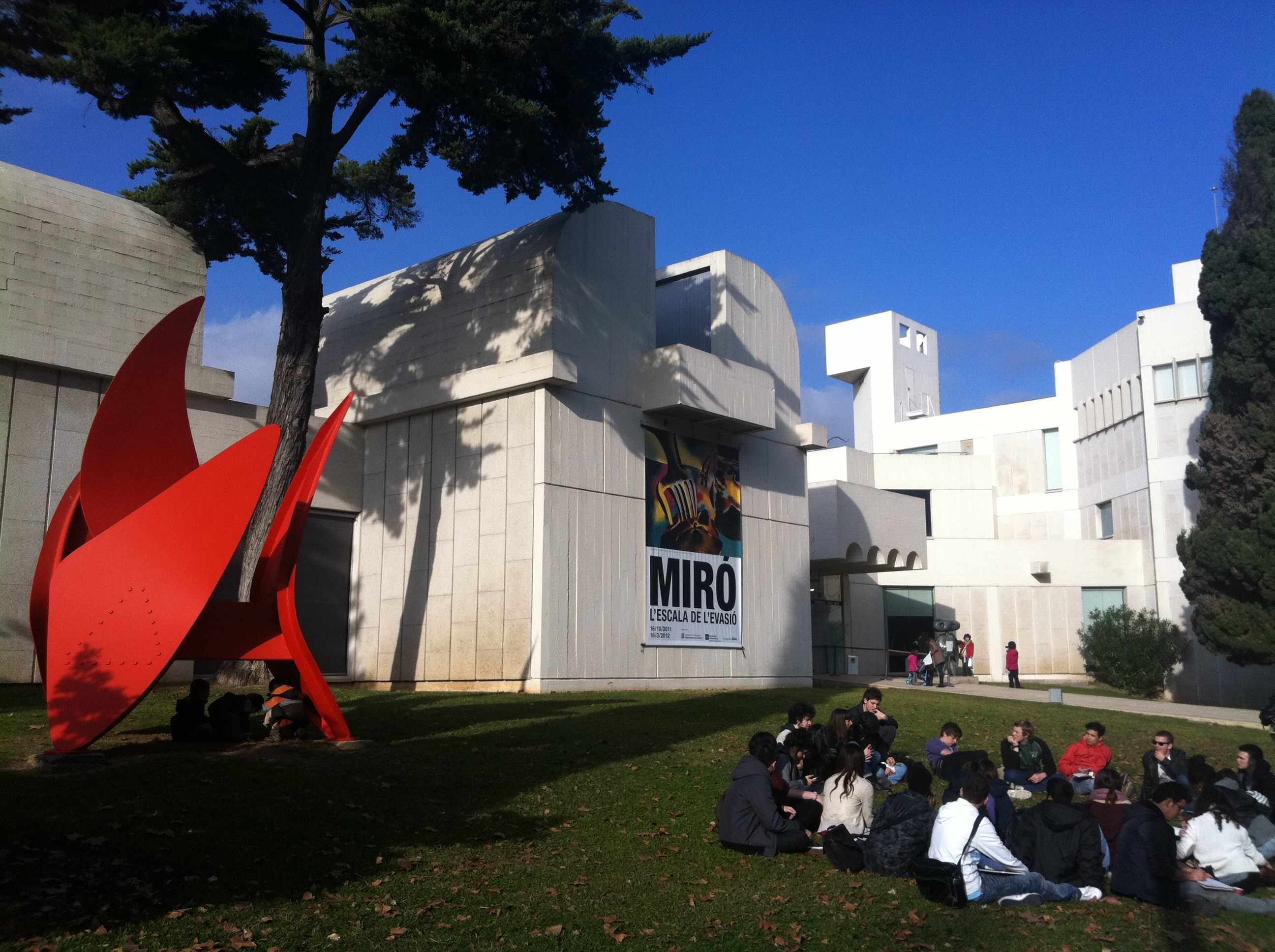
Die Fundació Joan Miró

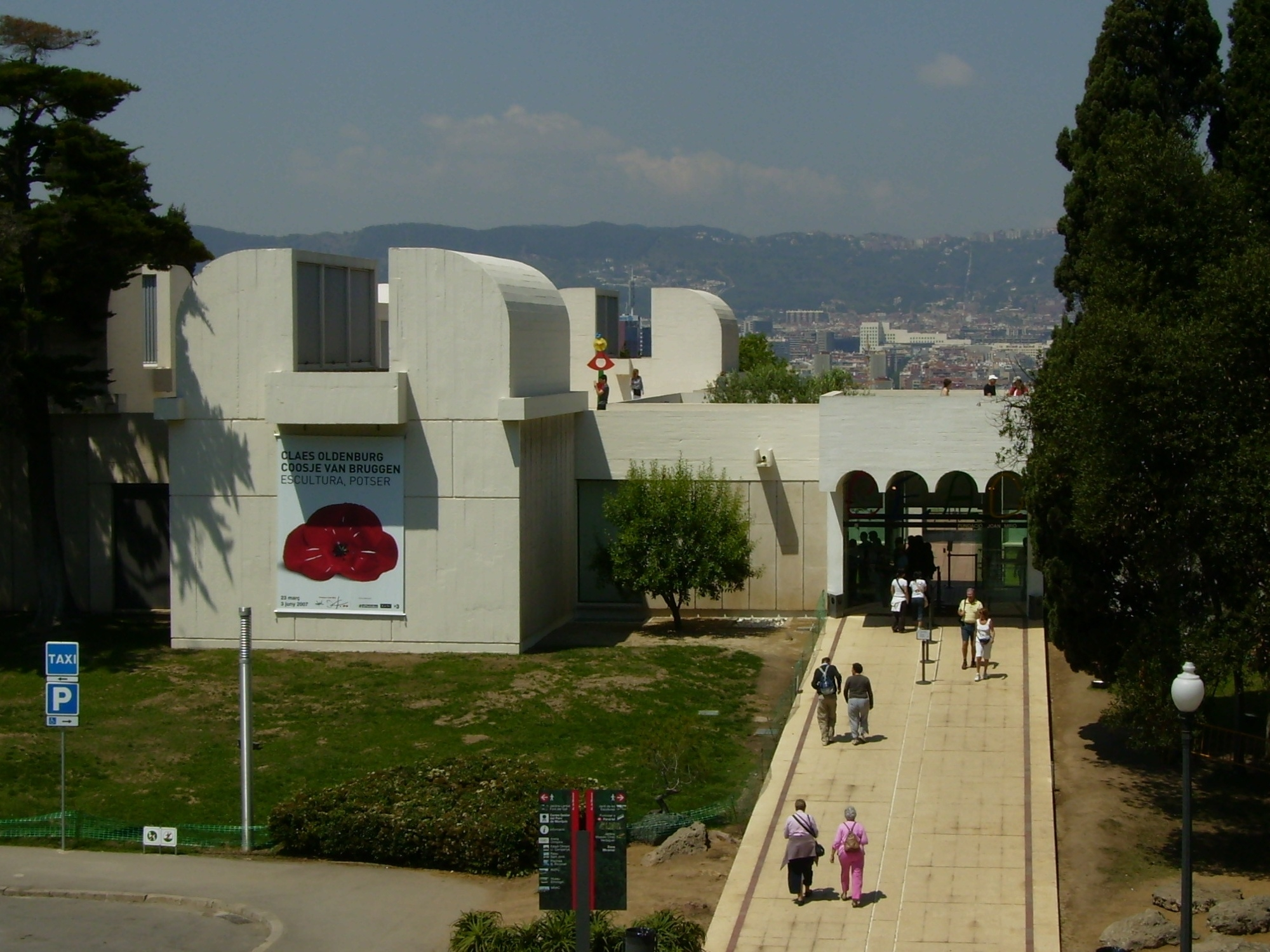
Die Fundació Joan Miró

Die Fundació Joan Miró (span.: Fundación Joan Miró) ist ein Joan Miró gewidmetes Museum der Modernen Kunst in Barcelona.
Das Museumsgebäude befindet sich am Fuß des Montjuïc, in der Nähe des Museu Nacional d’Art de Catalunya. Es enthält über 10.000 Gemälde, Zeichnungen, Skulpturen, Bühnenentwürfe und Teppiche Joan Mirós, von frühen Zeichnungen von 1901 bis zu den späten großformatigen Gemälden. Auf der Dachterrasse des Hauses werden Skulpturen des Künstlers präsentiert. Zusätzlich sind regelmäßig wechselnde Ausstellungen zeitgenössischer Kunst zu sehen.
Durch die Veranstaltungsreihe Nits de música (‚Nächte der Musik‘) wird die Fundació Joan Miró von Juni bis September zu einem Zentrum für Klassische Musik. Bei den jeden Donnerstag stattfindenden Konzerten treten Künstler aus der ganzen Welt auf.
Die Idee zu einer Miró-Stiftung geht auf einen Jugendfreund des Künstlers zurück: Joan Prats (nicht zu verwechseln mit einer gleichnamigen Galerie an der Rambla) legte mit einer umfangreichen Schenkung den Grundstock zur heutigen Sammlung. Miró verbrachte die wichtigsten Jahre seiner Jugend in seiner Geburtsstadt Barcelona. Obwohl er die meiste Zeit in Palma, in Paris oder Mont-roig del Camp wohnte, blieb er immer selbstbewusster Katalane und behielt bis 1956 ein Atelier in seiner elterlichen Wohnung in Barcelona. Weitere Werke des Künstlers sind im öffentlichen Stadtraum Barcelonas zu finden. Eine weitere Stiftung findet sich in Cala Major, einem Vorort von Palma de Mallorca; aufgrund einer Schenkung des Künstlers wurde dort im Jahr 1981 die Fundació Pilar i Joan Miró a Mallorca gegründet.

## Gebäude
Die Idee für das Museum geht auf Miró selbst zurück. Das Gebäude wurde 1975 von einem Freund Mirós, dem Architekten Josep Lluís Sert (1909–1983), einem Schüler von Le Corbusier, fertiggestellt. Das in klaren, weißen, kubischen Formen und in mediterranem Stil gehaltene Haus wurde 1986 und 2000 erweitert. Vom American Institute of Architects bekam das Gebäude 2002 den Twenty-five Year Award verliehen.

## Joan Miró Prize
Seit 2007 verleiht die Fundació Pilar i Joan Miró a Mallorca „La Caixa“ alle zwei Jahre den Joan Miró Prize. Er wird an Künstler vergeben, die ähnlich wie Miró neugierig, innovativ, engagiert und freiheitsliebend arbeiten. Die internationale Jury setzt sich aus anerkannten Fachleuten auf dem Gebiet der zeitgenössischen Kunst zusammen. Preisgeld sind 70.000 EUR. Zudem wird eine monografische Ausstellung mit Werken des Preisträgers in den Räumen der Fundació Joan Miró ausgerichtet.
Bisherige Preisträger:
- 2007: Ólafur Eliasson
- 2009: Pipilotti Rist
- 2011: Mona Hatoum
- 2013: Roni Horn
- 2015: Ignasi Aballí
- 2017: Kader Attia
- 2019: Nalini Malani
- 2023: Tuan Andrew Nguyen

## Auszeichnung
- 1977: Museumspreis des Europarates